# Ірпінський кінофестиваль
Ірпінський кінофестиваль (англ. Irpen Film Festival) — міжнародний некомерційний фестиваль альтернативного (паралельного) кінематографу, який проводився у місті Ірпінь з 2003 по 2014 рр. (з перервою на 2013 рік).

## Історія

Центральний будинок культури — місце проведення фестивалю з 2004 по 2014 рр.

Організаторами фестивалю є Сергій «2В» Тубі та Анна «G» Джі, проєкт «ЮКисП». Проводився щорічно, починаючи з 2003 року у місті Ірпінь. За цей час у конкурсній та позаконкурсній програмі було показано близько 280 фільмів з 70 країн світу. Ретроспективи фестивалю проводились в Донецьку, Великому Новгороді, Запоріжжі та інших містах.
Перший Ірпінський кінофестиваль було проведено в клубі військового шпиталю міста Ірпінь. Починаючи з другого всі подальші кінофестивалі проводились у Центральному будинку культури.
Проєкт офіційно не об'являв про завершення, але востаннє проводився у 2014 році.
Станом на 2016 рік фестиваль було закрито на «реконструкцію».

## Концепція фестивалю
Офіційний сайт фестивалю зазначає такі напрямки діяльності:
- Фестиваль, як свято для зацікавлених кіно людей, а не для вузького кола професіоналів.
- Фестиваль, який збільшує горизонт уявлень про кіно.
- Фестиваль, який відкриває для шанувальників кіно можливості духовного та інтелектуального вдосконалення[1][5].

Зазвичай фестиваль проходив два дні, з яких більшу частину першого традиційно складав перегляд конкурсної програми.

## Номінації та нагороди
Головним призом фестивалю є «Золота кінолента», гран-прі що перші кілька років фестивалю вручалося за підсумками роботи журі, а після того — за підсумками голосування глядачів. Окрім того, існують призові місця в кожній номінації та заохочувальні дипломи.
Конкурсна програма проводиться в номінаціях:
- Анімація
- Документалістика
- Ігрове кіно
- Експериментальний фільм (кліп або відеоарт)[6]